# Wienerwald (kommun)
Wienerwald är en kommun  i Österrike. Den ligger i distriktet Mödling i förbundslandet Niederösterreich. Huvudorten Sulz im Wienerwald ligger cirka 21 kilometer sydväst om Wien.
Kommunen består av sju orter (Ortschaften) (inom parentes invånarantal 1 januari 2024):

- Dornbach (222)
- Grub (605)
- Gruberau (138)
- Sittendorf (690)
- Stangau (229)
- Sulz im Wienerwald (885)
- Wöglerin (144)